# Eugène Brey
Eugène Joseph Brey, né le 11 juin 1865 à Dijon et mort le 25 janvier 1929 dans la même ville, est un architecte français qui a bâti essentiellement à Dijon.

## Biographie
Eugène Joseph Brey est né cours d'Époisses à Dijon où sont domiciliés ses parents Joseph Brey, tailleur de pierre et Catherine Grapin. Le 27 septembre 1906, Marie Augustine Laumay, sans profession, donne naissance à Charles Henri Eugène Georges en son domicile du n°36 rue du château à Dijon. À la suite du décès de sa mère en 1916, l'enfant sera reconnu par Eugène Brey comme son fils. La même année, il sera désigné pour expertiser le sinistre du Palais de justice de Belfort à la suite d'un incendie, accompagné de son auteur et architecte départemental Pierre Cordier. Il décède en janvier 1929 à son domicile également situé au n°36 rue du château à Dijon. Le 9 octobre suivant, au village de Beneuvre, son fils vendra sa succession aux enchères publiques par acte de licitation.

## Le vélodrome du Parc
Eugène Brey est l'auteur de l'ancien vélodrome de Dijon, inauguré le 27 mai 1894 à l’initiative du maire François Bordet et avec le soutien de Louis Cottereau . L'équipement sportif était constitué :
- D'une piste elliptique longue de 400 m.
- De trois tribunes de capacité allant de 400 à 3000 personnes pour un total de 4000 places.
- D'un quartier des coureurs comprenant 12 cabines, une grande salle commune, une infirmerie et une salle de douche.
- D'un café, d'un restaurant et d'un vestiaire.

En 1924, soit trente ans après son inauguration, le vélodrome devenu vétuste est vendu par son propriétaire à un lotisseur parisien, la Société Bernheim Frères et Fils. Les tribunes seront démolies et la rue Arthur Deroye sera créée. Le terrain, compris entre le cour du Parc, la rue de Longvic, la rue Augustin  Chancenotte et la rue des Collecteurs (actuelle rue Clément Janin), sera divisé en une cinquantaines de parcelles. D'une superficie moyenne de 300 m², elles seront vendues entre juillet 1926 et décembre 1932 laissant place au lotissement dit du Vélodrome.
En 1934 sera construit le nouveau vélodrome par l'architecte Georges Parisot dans le parc des sports situé dans le quartier Montmuzard.

## Œuvres

### Dijon
- Le vélodrome du Parc inauguré le 27 mai 1894 situé cour du Parc à Dijon.
- L'immeuble d'habitation, situé au n°1 avenue Victor-Hugo ou place du Rosoir à Dijon en 1899[13].
- L'immeuble d'habitation de style "Art nouveau", situé aux n°2-2bis avenue Victor-Hugo à Dijon en 1904[14].

## Galerie

### Dijon

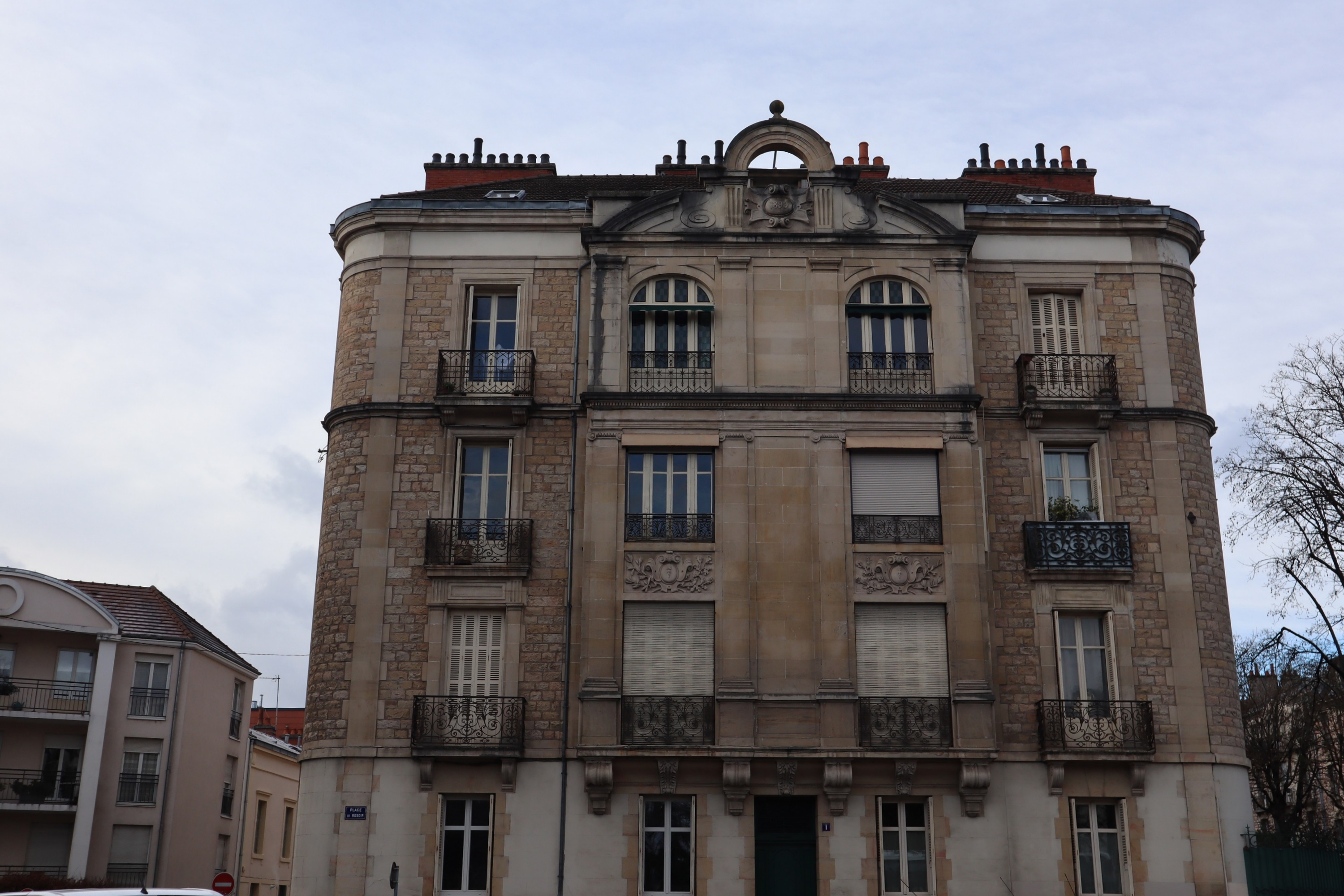
Immeuble au n°1 place du Rosoir ou avenue Victor Hugo.
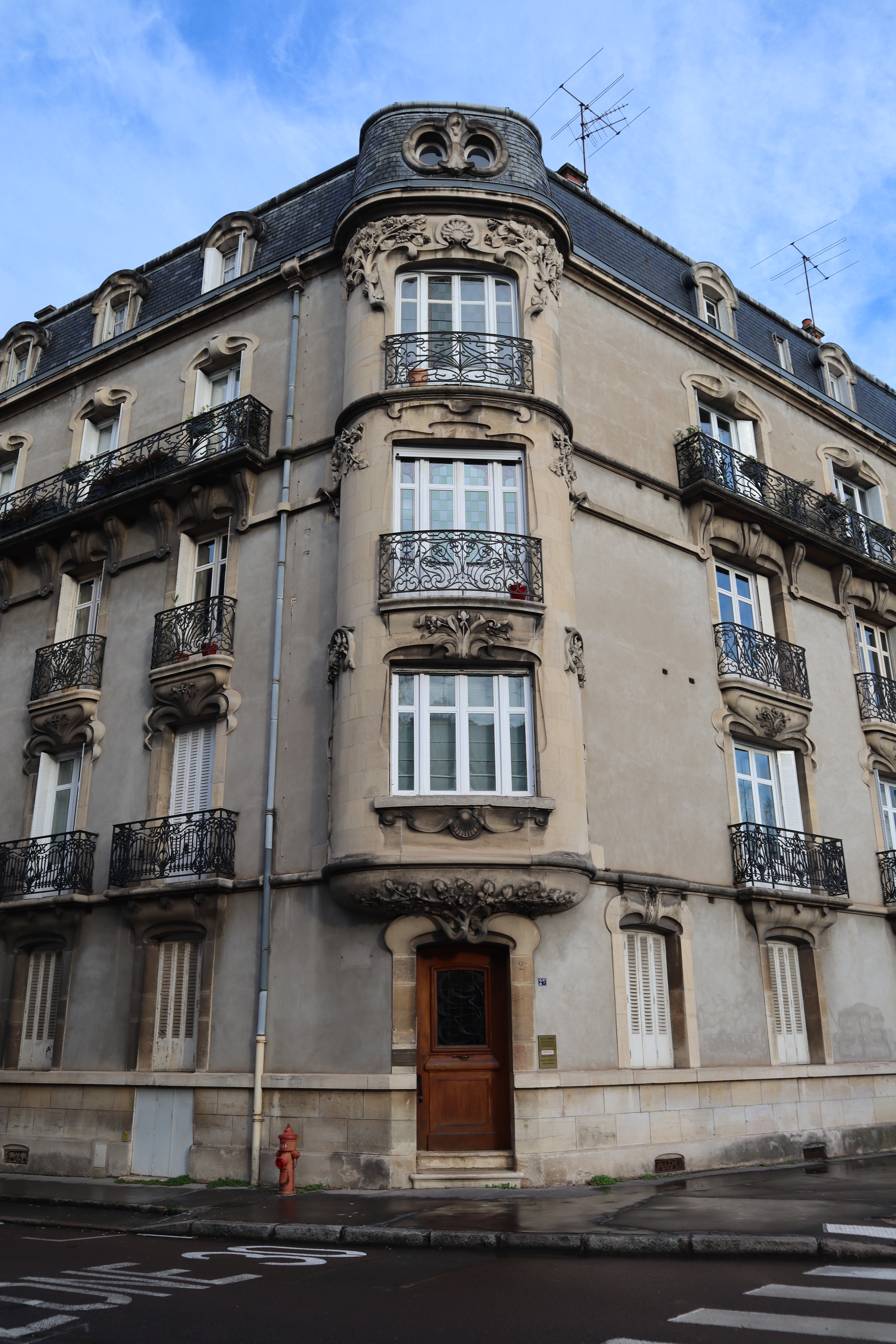
Immeuble "Art nouveau" au n°2-2bis avenue Victor Hugo.
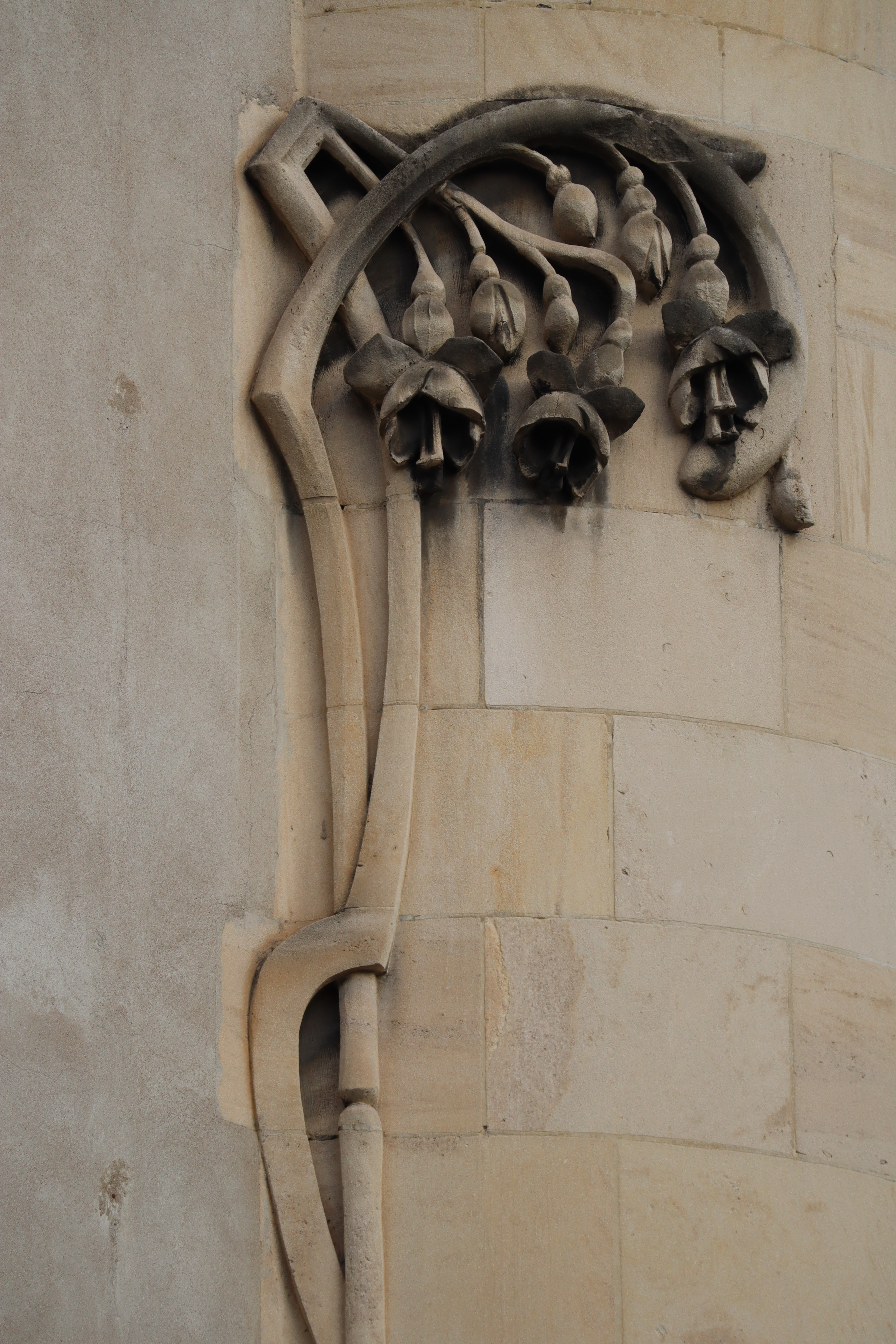
Détail de l'immeuble du n°2-2bis avenue Victor Hugo.
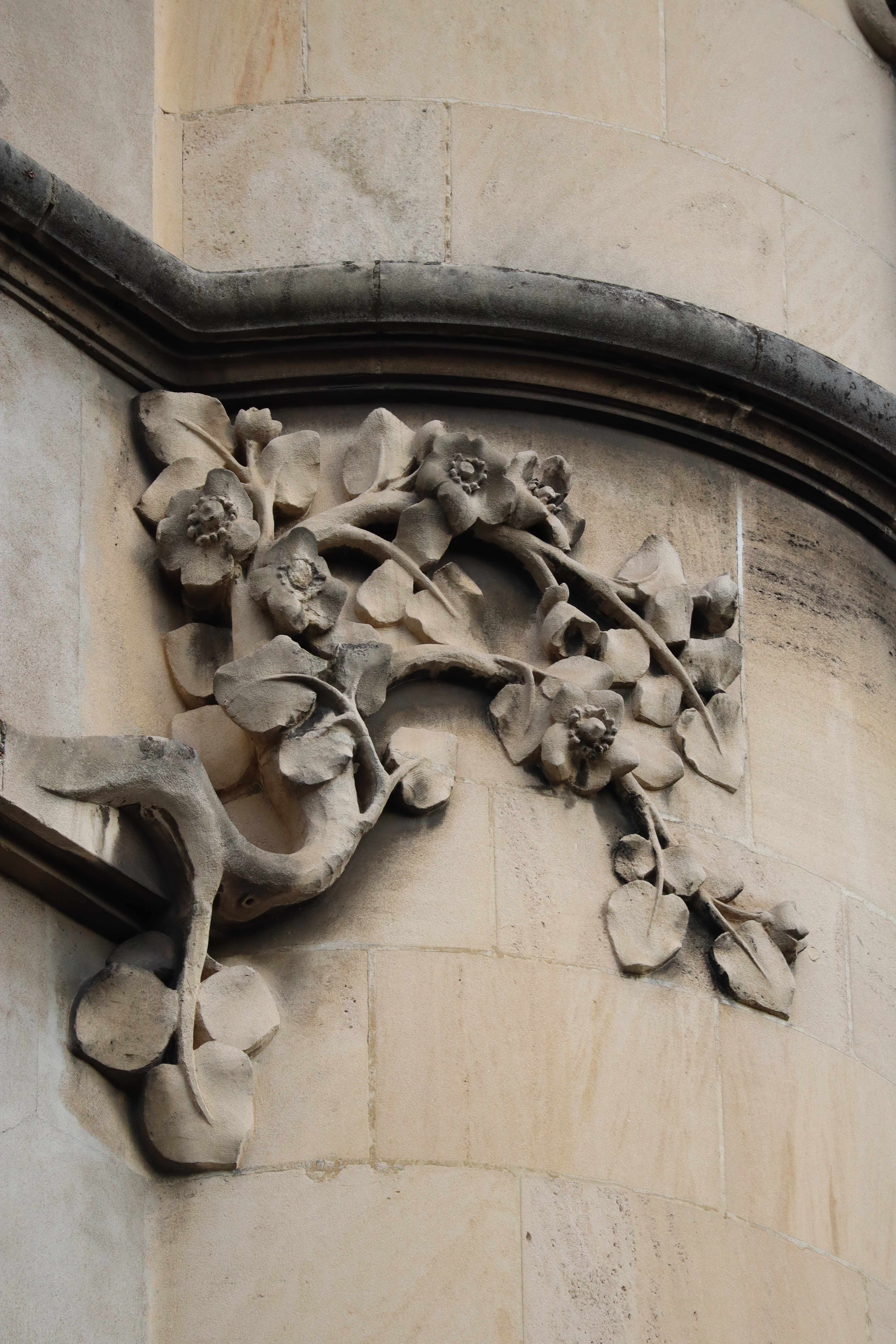
Détail de l'immeuble du n°2-2bis avenue Victor Hugo.